# آربیتراژ
آربیتراژ (به فرانسوی: Arbitrage) در علم اقتصاد و مالیه به معنای بهره گرفتن از تفاوت قیمت بین دو یا چند بازار برای کسب سود است. به عبارتی سود آربیتراژی زمانی ایجاد می‌شود که یک کالای مشابه در دو بازار مختلف یا در مواردی خاص در دو قالب متفاوت عرضه می‌شود اما قیمت‌های یکسانی ندارد. وجود آربیتراژ نتیجه ناکارآمد بودن بازار است و مکانیزمی ایجاد می‌کند که موجب می‌شود قیمت‌ها به طرز قابل‌توجهی از ارزش منصفانه و واقعی‌شان در درازمدت منحرف نشوند. برای مثال فرض کنیم یک بانک آمریکایی یک شعبه در ایران و یک شعبه در آمریکا داشته باشد، حال اگر انتقال پول بین دو کشور کاملاً آزاد باشد این بانک می‌تواند از شعبه آمریکا که پول بیشتری در آن ذخیره شده مقداری را به شعبه ایران منتقل کند و در ایران به عنوان وام به فروش برساند، طبق فرایندهای عرضه و تقاضا به سادگی می‌توان دریافت که به علت کاهش عرضه وام در مبدأ یعنی آمریکا نرخ بهره وام بالا می‌رود و در ایران برعکس!

## اثرات آربیتراژ
یکی از ویژگی‌های آربیتراژ این است که می‌تواند به عنوان عاملی در برابر تحریم‌های اقتصادی عمل کند، دوم اینکه سود سرمایه‌گذاری در کشورهای مختلف جهان برابر می‌شود و فقط مزیت‌های نسبی طبیعی مانند عوامل جغرافیایی به علاوه احساسات ملی گرایانه تعیین‌کننده ترجیحات سرمایه‌گذاران خواهند بود. آربیتراژ در جاهای دیگری چون بورس نیز امکان‌پذیر است.
اگر قیمت‌های بازاری برای آربیتراژ سود آور نباشد گفته می‌شود قیمت‌ها تعادل آربیتراژ را تشکیل می‌دهند. تعادل آربیتراژ یک پیش شرط است برای تعادل عمومی اقتصاد. فرض بر این است که از آربیتراژ در مالی کمی برای محاسبهٔ خطر خنثی شدن قیمت مشتقات استفاده نمی‌شود.

## شرایط آربیتراژ
فرصت آربیتراژی از یکی از راه‌های زیر حاصل خواهد شد:
- یک دارایی در بازارهای مختلف با قیمت‌های متفاوتی معامله می‌شود.
- دو دارایی با جریان‌های نقدی مشابه با قیمت‌های متفاوتی معامله می‌شوند.
- یک دارایی که قیمت آینده آن مشخص است، امروز با قیمتی متفاوت از تنزیل آن با نرخ تنزیل بازده بدون ریسک معامله می‌شود.

آربیتراژ صرفاً عمل خرید در یک بازار و فروش در بازار دیگر برای قیمت بالاتر بعد از گذشت مدت زمانی نیست. بیشتر اینگونه مبادلات برای جلوگیری از قرار گرفتن در معرض ریسک بازار یا ریسک تغییر قیمت در بازار، قبل از آنکه هر دو مبادله کامل شود، به صورت هم‌زمان اتفاق می‌افتد. به‌طور کلی آربیتراژ تنها با اوراق بهادار و محصولات مالی ای ممکن است که می‌توانند به صورت الکترونیکی معامله شوند، پس از آن زمانی که هر دو مبادله انجام شود قیمت‌ها در بازار ممکن است حرکت کند. برای نمونه در نظر بگیرید که قیمت گندم در مناطق کشاورزی کمتر از شهرهاست، بازرگانان ممکن است این کالا را بخرند و ان را به مناطق دیگر برای فروش با قیمت بالاتر انتقال دهند. این نوع از آربیتراژ قیمت خیلی رایج است اما در این مثال ساده هزینهٔ حمل و نقل، نگهداری، ریسک و بقیهٔ فاکتورها در نظر گرفته نشده‌است. در واقع آربیتراژ نیازمند آن است که در بازار ریسکی وجود نداشته باشد. جایی که اوراق بهادار بیش از یک بار معامله می‌شوند، آربیتراژ توسط خرید در یک بازار و فروش در بازار دیگر به‌طور هم‌زمان رخ می‌دهد.

### قیمت‌گذاری
برای قیمت‌گذاری یک دارایی می‌توان یک سبد سهام portfolio که جریان نقدی آن پورتفولیو مشابه جریان نقدی مشابه دارایی مورد نظر در زمان آینده باشد و قیمت امروز آن مشخص باشد. در این صورت بر اساس اصل عدم وجود آربیتراژ قیمت دارایی مزبور با ارزش آن پورتفولیو یکسان خواهد بود. یک مثال ساده می‌توان راهگشا باشد. فرض کنید اختیار خرید اروپایی (European call option) سهمی با قیمت توافقی ۱۰۰ دلار و تاریخ انقضای (expiration date) شش ماه آینده، ۸ دلار قیمت دارد. بر این اساس یک فرد (خریدار اختیار خرید) می‌تواند اکنون با پرداخت ۸ دلار، شش ماه آینده سهم مورد نظر را به قیمت ۱۰۰ دلار خریداری کند (اگر به صرفش باشد). در صورت اعمال اختیار خرید، فروشنده اختیار (که ۸ دلار را دریافت کرده‌است) باید سهم را به قیمت ۱۰۰ دلار بفروشد. هم‌اکنون قیمت سهم ۱۰۰ دلار است. ارزش اختیار فروش اروپایی سهم با همان تاریخ انقضا (شش ماه آینده) و همان قیمت توافقی (۱۰۰ دلار)، ۶ دلار است. اوراق قرضه‌ای که سررسید آن ۶ ماه دیگر است و ارزش اسمی آن ۱۰۰ دلار است (۶ ماه آینده ۱۰۰ دلار ارزش دارد) امروز در بازار ۹۷ دلار معامله می‌شود. خرید اختیار خرید و اوراق قرضه و فروش اختیار فروش و سهم معادل یک دلار نصیب فرد سرمایه‌گذاری کند. (۱=۱۰۰+۶+۹۷–۸-). بدون توجه به ارزش سهم در تاریخ سررسید این پورتفولیو هیچ ارزشی ندارد؛ بنابراین اگر می‌خواستیم ارزش اختیار فروش را تعیین کنیم به راحتی می‌توانستیم بگوییم که بر این اساس اختیار فروش ۵ دلار ارزش دارد تا ارزش امروز پورتفولیو هم صفر شود. توجه کنید که می‌توانستیم ۱ دلار عایدی را در نرخ بازده بدون ریسک سرمایه‌گذاری کنیم و در پایان دوره آن را (همراه با سودش) برداشت کنیم.

## قیمت همگن
آربیتراژ بر همگن شدن قیمت‌ها در بازارهای مختلف تأثیر دارد در نتیجه آربیتراژ، قیمت کالاها، قیمت اوراق بهادار در بازارهای مختلف به سمت همگرا شدن متمایل می‌شوند سرعتی که هر کدام از آن‌ها دارند معیاری است برای اندازه‌گیری بازده بازار. آربیتراژ قصد دارد تا تبعیض قیمت را کاهش دهد به این گونه که مردم را تشویق می‌کند تا کالایی را در جایی که قیمت ان پایین‌تر است بخرند و ان را در جایی که قیمت ان بالاتر است بفروشند. آربیتراژ ارزهای مختلف را به سمت برابری قدرت خرید سوق می‌دهد. به عنوان مثال فرض می‌کنیم که قیمت خرید خودرو در آمریکا کمتر از قیمت همان خودرو در کانادا است. کانادایی‌ها خودرو خود را از آن طرف مرز خریداری می‌کنند تا شرایط آربیتراژ محقق شود هم‌زمان امریکایی‌ها خودروی آمریکایی خریداری می‌کنند. آن‌ها را از طریق مرزها حمل می‌کنند و سپس در کانادا به فروش می‌رسانند. کانادایی‌ها برای خرید خودروی آمریکایی باید دلار آمریکا بخرند و امریکایی‌ها باید دلار کانادایی که در این تبدیل ارز بدست اورده‌اند را بفروشند. این عمل باعث افزایش تقاضای دلار آمریکا و عرضهٔ دلار کانادا می‌شوند. در نتیجه شاهد بالا رفتن بهای دلار آمریکا هستیم. این عمل باعث می‌شود خودروی آمریکایی گران‌تر شود و خودروی کانادایی ارزانتر تا جایی که قیمت هر دو برابر شود. در مقیاس بزرگتر فرصت‌های آربیتراژ بین‌المللی در اجناس، کالاها، اوراق بهادار و ارز، نرخ تبدیل را تغییر می‌دهد تا قدرت خرید برابر شود.
در حقیقت بیشترین تفاوت‌ها میان کشورها را نمایش می‌دهد. هزینه‌های مبادله، مالیات‌ها، و هزینه‌های دیگر مانعی برای این نوع آربیتراژ ایجاد می‌کنند، به همین ترتیب، آربیتراژ بر تفاوت نرخ بهره‌ای که اوراق قرضه دولتی پرداخت می‌کند تأثیر می‌گذارد.

## خطرات
در بازارهای اوراق بهادار مدرن، ریسک‌های روزمره نسبتاً کم است، اما در موقعیت‌های نادر، به ویژه بحران‌های مالی، می‌تواند در معرض خطر بسیار زیاد باشد و می‌تواند منجر به ورشکستگی شود. به صورت رسمی معاملات arbitrage دارای نقص منفی هستند - قیمت‌ها می‌توانند مقدار کمی نزدیک (اما اغلب نزدیک به ۰)، در حالی که می‌توانند بسیار دور از آن هم باشند. خطرات روزمرگی به‌طور کلی کوچک است زیرا معاملات شامل تفاوت‌های کوچک در قیمت هستند، بنابراین شکست اجرایی معمولاً باعث زیان‌های کوچک می‌شود (مگر اینکه تجارت بسیار بزرگ باشد یا قیمت به سرعت در حال حرکت باشد). ریسک موارد نادر بسیار زیاد است زیرا این تفاوت‌های کوچک قیمت‌ها از طریق اهرم قدرت نفوذ (پول قرض گرفته شده) به سود بزرگ تبدیل می‌شوند و در موارد نادر از یک حرکت بزرگ قیمت ممکن است زیان بزرگی را متحمل شود.
خطر اصلی روزمره گی این است که بخشی از معامله شکست خورده‌است - ریسک اجرایی. خطرات اصلی نادر عبارتند از ریسک نقدی و خطرات نقدینگی - که متقاضی یک معامله بزرگ یا بسیاری از معامله‌ها نمی‌توانند پرداخت کنند یا اینکه یک علامت برای انجام ان لازم است و پولی برای انجام آن نیست.
در ادبیات آکادمیک، این ایده که معاملات تجاری آربیتراژ با خطر بسیار پایین ممکن است مورد استفاده قرار نگیرد به خاطر این مشخصه‌ها، و دیگر ملاحظاتی هست که اغلب به عنوان محدودیت‌هایی برای arbitrage اشاره می‌کند.

## ریسک طرف مقابل
آربیتراژ به‌طور کلی شامل حرکت‌های بعدی پول نقد است، که در معرض خطر ریسک متقابل هستند: اگر یک طرف قرارداد نتواند وظایف خود را نسبت به طرف مقابل انجام دهد. این یک مشکل جدی است اگر یک تجارت منفرد یا بسیاری از معاملات مرتبط با یک طرف قرارداد واحد داشته باشند شکست یکی از طرفین تهدیدی است یا در صورت بحران مالی زمانی که بسیاری از معامله گران شکست می‌خورند. این خطر به دلیل مقادیر زیاد آن باید جدی گرفته شود تا بتواند به دلیل تفاوت قیمت‌های کوچک سود برساند.
برای مثال، اگر یک اوراق قرضه مورد ریسک را خریداری می‌کنید، آن‌ها را با CDSها بیمه می‌کنید و از تفاوت بین گسترش پیوند اوراق قرضه و حق بیمه CDS سود می‌برید، در بحران مالی اوراق قرضه به‌طور پیش‌فرض ممکن است CDS نویسنده / فروشنده شکست بخورد، استرس بحران، موجب می‌شود داور یا داوران دائماً با خسارات تند و تیز مواجه شوند.

## ناسازگاری
برای اطلاعات بیشتر در مورد این موضوع، نگاه کنید به تجارت همگانی.
اگر اقلام خریداری شده و فروخته شده یکسان نباشد خطر دیگری رخ می‌دهد و ارزیابی آربیتراژ بر اساس این فرض است که قیمت اقلام وابسته یا قابل پیش‌بینی است؛ این به وضوح به یک تجارت همگانی اشاره می‌کند. در موارد شدید این آربیتراسیون است که در زیر در مقایسه با معامله سریع آربیتراژ شرح داده شده‌است، چنین عملیاتی می‌تواند خسارات فاجعه‌آمیز ایجاد کند.

## انواع آربیتراژ

### آربیتراژ فاصله ای
به عنوان ساده‌ترین نوع آربیتراژ شناخته می‌شود. اربیتراژگر به دنبال اختلاف قیمت‌ها در بازارهای جغرافیایی جداگانه است. برای مثال، ممکن است که یک فروشنده اوراق قرضه در ویرجینیا اوراق را در ۲۳/۱۲ ۱۰۰ ارائه دهد و یک فروشنده در واشینگتن ۲۳/۱۵ ۱۰۰ همان اوراق قرضه را ارائه دهد. در این شرایط اربیتراژگر، اوراق قرضهٔ خود را از ویرجینیا می‌خرد و در واشینگتن می‌فروشد.

### آربیتراژ کالایی
این نوع از آربیتراژ برای کالاهایی مثل محصولات بومی و محلی بسیار قابل لمس است.

### آربیتراژ ادغام‌کننده
همچنین arbitrage risk نامیده می‌شود. آربیتراژ ادغام به‌طور کلی شامل خرید و نگهداری سهام شرکت است که هدفش بدست آوردن اکثریت سهام شرکت است.
معمولاً قیمت بازار شرکت هدف کمتر از قیمت ارائه شده توسط شرکت خریدار است. گسترش بین این دو قیمت به‌طور عمده بستگی به احتمال و زمان تحویل و همچنین میزان غالب نرخ بهره دارد.
شرط در آربیتراسیون ادغام این است که چنین گسترش در نهایت صفر خواهد بود، اگر زمان برداشت کامل شود. خطر این است که معامله «به هم بخورد»

## سقوط مدیریت بلند مدت سرمایه
مدیریت بلند مدت سرمایه (LTCM) در سپتامبر سال جاری، مبلغ ۶/۴ میلیارد دلار درآمد ثابت خود را در آربیتراژ از دست داد. مدیریت بلند مدت سرمایه (LTCM) در تلاش بود تا از تفاوت قیمت بین اوراق قرضه مختلف پولی کسب کند. برای مثال، اوراق بهادار خزانه داری ایالات متحده را می‌فروخت و اوراق قرضه ایتالیا را خریداری می‌کرد. این به این دلیل بود که معاملات آتی اوراق قرضه ایتالیا دارای بازار بی‌اثرتری بوده، و در کوتاه مدت، معاملات اوراق قرضه ایتالیایی بازده بالاتری نسبت به اوراق قرضه ایالات متحده داشتند، اما در بلندمدت قیمت‌ها همگرا می‌شدند. از آنجا که این تفاوت کوچک بود، برای خرید و فروش سودآور، باید مقدار زیادی پول قرض گرفته می‌شد.
سقوط این سیستم در تاریخ ۱۷ اوت ۱۹۹۸ آغاز شد، در حالی که روسیه بدهی‌های روبل و بدهی‌های داخلی خود را پیش‌بینی کرده بود. از آنجا که بازار به دلیل بحران مالی آسیا در حال حاضر متشنج بود، سرمایه‌گذاران شروع به فروش وام‌های خزانه داری غیر آمریکایی و خرید اوراق بهادار ایالات متحده کردند که به عنوان یک سرمایه‌گذاری مطمئن محسوب می‌شد. در نتیجه، قیمت خزانه داری ایالات متحده شروع به افزایش کرد و در بازگشت شروع به کاهش کرد زیرا خریداران زیادی داشتند و بازده (عملکرد) اوراق قرضهٔ دیگر شروع به افزایش کرد، زیرا تعداد زیادی از فروشندگان وجود داشت (یعنی قیمت آن اوراق قرضه کاهش یافت). این باعث اختلاف بین قیمت اوراق بهادار ایالات متحده و دیگر اوراق قرضه در حال افزایش شد، نه به آن صورت که کاهش مدیریت بلند مدت سرمایه انتظار داشت. در نهایت این باعث شد که مدیریت بلند مدت سرمایه برابر شود، و طلبکاران آن‌ها مجبور بودند که وام گیرند. بحث‌برانگیز تر آنکه، مقامات فدرال رزرو مذاکراتی را ترتیب داد که منجر به این کمک مالی گردید، به این دلیل که بسیاری از شرکت‌ها و معاملات با مدیریت بلند مدت سرمایه در ارتباط بودند، در صورتی که مدیریت بلند مدت سرمایه در واقع شکست خورده بود، آن‌ها همچنین باعث فروپاشی اعتماد به سیستم اقتصادی شدند. به این ترتیب مدیریت بلند مدت سرمایه به عنوان صندوق دائمی درآمد ثابت شکست خورد، اگر چه مشخص نیست کدام نوع از سود توسط بانک‌هایی که مدیریت بلند مدت سرمایه را رها کردند، تحقق بخشیده شد.